# ديريك سترونج
ديريك سترونج (بالإنجليزية: Derrick Strong)‏ هو لاعب كرة قدم أمريكية أمريكي، ولد في 16 أبريل 1981.

## وصلات خارجية
- ديريك سترونج على موقع JustSportsStats.com (الإنجليزية)